# Мігель Рімба
Мігель Рімба (ісп. Miguel Rimba, нар. 1 листопада 1967, Риберальта) — болівійський футболіст, що грав на позиції захисника. Найбільш відомий за виступами в клубі «Болівар», у складі якого став шестиразовим чемпіоном Болівії, а також у складі національної збірної Болівії.

## Клубна кар'єра
Мігель Рімба народився в місті Риберальта в 1967 році. У дорослому футболі дебютував у 1988 році виступами за команду «Болівар», у складі якої грав до 1998 року, взявши участь у 302 матчах чемпіонату. У складі «Болівара» був основним гравцем захисту команди, та здобув у складі команди 6 титулів чемпіона Болівії.
У 1998—1999 роках Мігель Рімба грав у складі аргентинської команди «Атлетіко Тукуман», а в 1999 році повернувся на батьківщину до клубу «Орієнте Петролеро», де грав до кінця 2000 року. На початку 2001 року Рімба став гравцем іншого болівійського клубу «Реал Санта-Крус», у якому грав до кінця 2002 року. На початку 2003 року футболіст перейшов до клубу «Аурора», й у кінці року завершив виступи на футбольних полях.

## Виступи за збірну
У 1989 році Мігель Рімба дебютував у складі національної збірної Болівії. У складі збірної він був учасником низки розіграшів Кубка Америки, зокрема розіграшу Кубка Америки 1989 року у Бразилії, розіграшу Кубка Америки 1991 року у Чилі, розіграшу Кубка Америки 1993 року в Еквадорі, розіграшу Кубка Америки 1995 року в Уругваї, розіграшу Кубка Америки 1997 року у Болівії, де разом з командою здобув «срібло», розіграшу Кубка Америки 1999 року у Парагваї; а також чемпіонату світу 1994 року у США, на якому болівійська збірна не зуміла вийти з групи. У складі збірної грав до 2000 року, загалом протягом кар'єри в національній команді провів у її формі 80 матчів, у яких забитими м'ячами не відзначився.

## Титули і досягнення
- Чемпіон Болівії (6):

«Болівар»: 1988, 1991, 1992, 1994, 1996, 1997
- Срібний призер Кубка Америки: 1997